# Колтакова, Мария Денисовна
Мария Денисовна Колтакова (в девичестве — Шамаева; род. 14 января 1922.Пензенская обл., Наскафтымский р-н, с. В.-Дубровка,. Дислокация — Белгород) — участница Великой Отечественной войны, видеоблогер, 16-ти кратный рекордсмен Книги рекордов России. Более известная под псевдонимом «Стальная бабушка».
На данный момент она является одной из самых упомянутых в СМИ изданиях, за её видео в качестве видеоблогинга следят большинство людей, особенно которые снимаются для Книги рекордов России, а также помнят подвиги в Великой Отечественной войне.

## Биография
Родилась 14 января 1922 в РСФСР→СССР Куйбышевской области, Наскавтымского р-н, с. В.-Дубровка.
Участница Великой Отечественной войны, принимала участие в Курской битве, в освобождении Харькова, Львова, Польши и Чехословакии.
С 1972 года проживает в городе Белгороде.
Личным примером М. Д. Колтакова (Шамаева) пропагандирует активное долголетие и здоровый образ жизни. Участвует в автопробегах ветеранов войны по местам боевой славы, занимается военно-патриотическим воспитанием с допризывной молодёжью.
На данный момент является 16-ти кратным рекордсменом Книги рекордов Гиннесса, продолжает выполнять новые для себя достижения.
В интернете широко известна под псевдонимом «Стальная бабушка».

## Звания и заслуги
- Орден Отечественной войны I степени (1985)
- Орден Славы III степени (26.09.1944)[6]
- Медаль «За отвагу» (03.12.1942)[6]
- Медаль «За боевые заслуги» (26.05.1945)[6]
- Медаль «За заслуги перед Белгородом I степени»
- Почётный знак «Воронеж — город воинской славы»

## Издания
ИД «Бурда». Добрые советы. Домашний доктор. No11/2016. — Litres, 2017-07-23. — 52 с. — ISBN 978-5-04-030807-1.